# Borne (Países Baixos)

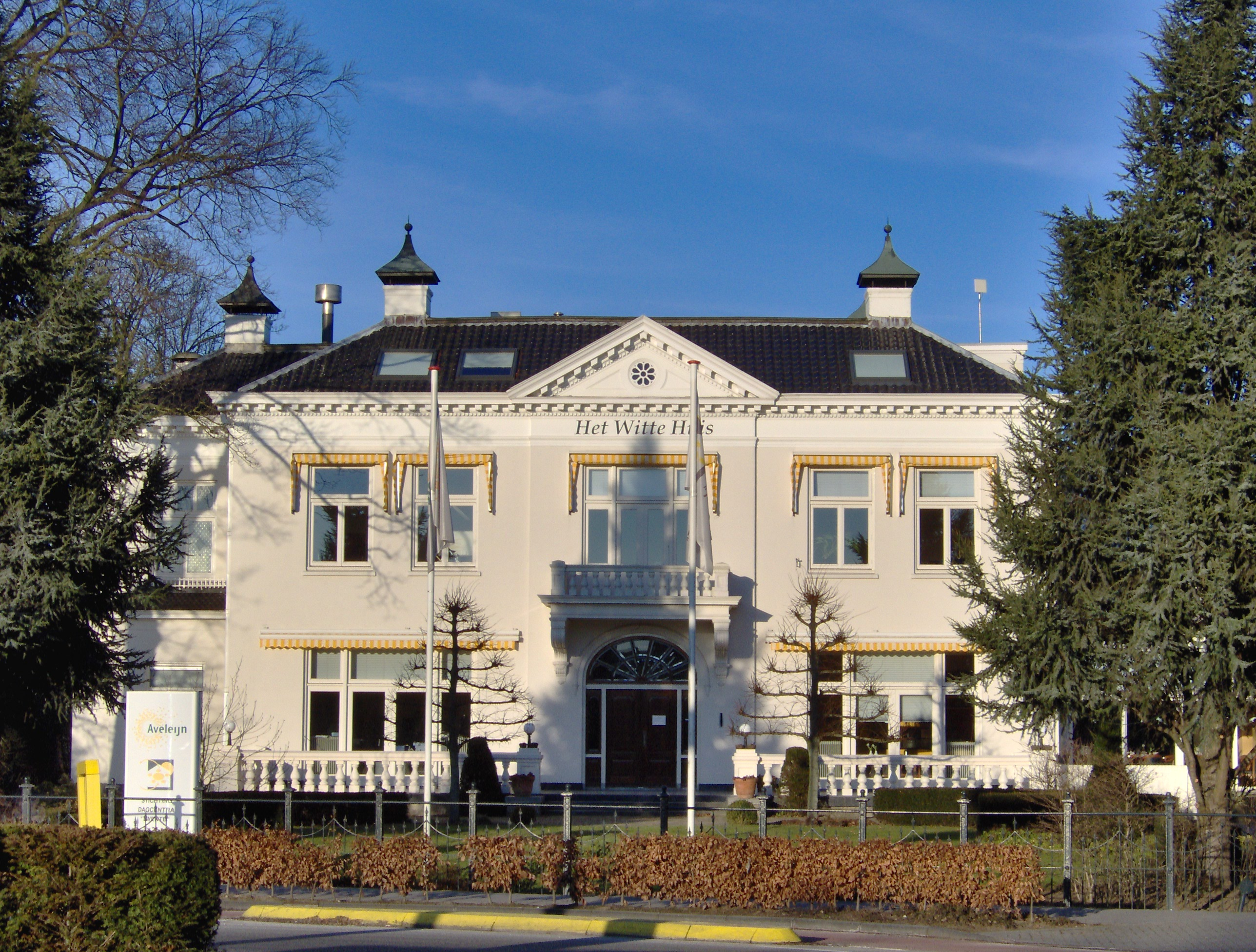
A Witte Huis, em Borne.

Borne ( ouvir ? · ficheiro) é um  município da província de Overissel, nos Países Baixos. O município tem  26,15 km² e uma população de 23124 habitantes (2018), tendo uma densidade populacional de 789 h/km²

## Centros populacionais
- Borne
- Hertme
- Zenderen

## A cidade de Borne
Borne foi a primeira cidade neerlandesa a ter  electricidade, em 1895.
Borne está geminada com Rheine, na Alemanha

## Ligações  externas
- Página oficial